# Dirk Blasius
Dirk Blasius (* 17. April 1941 in Remscheid) ist ein deutscher Historiker und Hochschullehrer.
Blasius studierte Geschichte, Germanistik und Philosophie an den Universitäten Köln und Berlin. 1965 absolvierte er das erste Staatsexamen für das Lehramt, von 1966 bis 1968 war er Stipendiat am Institut für Europäische Geschichte in Mainz. Er wurde 1968 an der Universität zu Köln bei Theodor Schieder promoviert und habilitierte sich im Jahr 1974 für Mittlere und Neuere Geschichte an der Universität Düsseldorf bei Wolfgang J. Mommsen. Von 1974 bis zu seiner Emeritierung im Sommer 2006 lehrte Blasius Rechts-, Verfassungs- und Sozialgeschichte an der Universität Essen (früher Gesamthochschule Essen, heute Universität Duisburg-Essen).
Blasius hat zahlreiche Bücher und Aufsätze vor allem über die deutsche Geschichte des 19. und 20. Jahrhunderts veröffentlicht.

## Veröffentlichungen (Auswahl)
Monografien
- Bürgerliche Gesellschaft und Kriminalität. Zur Sozialgeschichte Preußens im Vormärz. Vandenhoeck & Ruprecht, Göttingen 1976, ISBN 3-525-35974-8.
- Kriminalität und Alltag. Zur Konfliktgeschichte des Alltags im 19. Jahrhundert. Vandenhoeck & Ruprecht, Göttingen 1978, ISBN 3-525-33428-1.
- Der verwaltete Wahnsinn. Eine Sozialgeschichte des Irrenhauses. Fischer-Taschenbuch-Verlag, Frankfurt am Main 1980, ISBN 3-596-26726-9.
- Umgang mit Unheilbarem. Studien zur Sozialgeschichte der Psychiatrie. Psychiatrie-Verlag, Bonn 1986, ISBN 3-88414-073-6.
- Ehescheidung in Deutschland 1794–1945. Scheidung und Scheidungsrecht in historischer Perspektive. Vandenhoeck & Ruprecht, Göttingen 1987, ISBN 3-525-35735-4. Fischer Taschenbuch 2015, ISBN 978-3-596-30394-6.[1]
- Die „Maskerade des Bösen“. Psychiatrische Forschung in der NS-Zeit. In: Norbert Frei (Hrsg.): Medizin und Gesundheitspolitik in der NS-Zeit. R. Oldenbourg Verlag, München 1991, ISBN 3-486-64534-X, S. 265–285.
- Friedrich Wilhelm IV. 1795–1861. Psychopathologie und Geschichte. Vandenhoeck & Ruprecht, Göttingen 1992, ISBN 3-525-36229-3.
- „Einfache Seelenstörung“. Geschichte der deutschen Psychiatrie 1800–1945. Fischer-Taschenbuch-Verlag, Frankfurt am Main 1994, ISBN 3-596-11738-0.
- Carl Schmitt. Preußischer Staatsrat in Hitlers Reich. Vandenhoeck & Ruprecht, Göttingen 2001, ISBN 3-525-36248-X.
- Weimars Ende. Bürgerkrieg und Politik 1930–1933. Vandenhoeck & Ruprecht, Göttingen 2005, ISBN 978-3-596-17503-1.
- Lorenz von Stein. Deutsche Gelehrtenpolitik in der Habsburger Monarchie. Lorenz-von-Stein-Institut für Verwaltungswissenschaft an der Christian-Albrechts-Universität zu Kiel, Kiel 2007, ISBN 978-3-936773-35-4.
- Carl Schmitt und der 30. Januar 1933. Studien zu Carl Schmitt. Peter Lang, Frankfurt am Main u. a. 2009, ISBN 978-3-631-58777-5.

Herausgeberschaften
- Preußen in der deutschen Geschichte. Verlagsgruppe Athenäum-Hain-Sriptor-Hanstein, Königstein im Taunus 1980, ISBN 3-445-02062-0.
- mit Dan Diner: Zerbrochene Geschichte. Leben und Selbstverständnis der Juden in Deutschland. Fischer-Taschenbuch-Verlag, Frankfurt am Main 1993, ISBN 3-596-10524-2.
- mit Wilfried Loth: Tage deutscher Geschichte im 20. Jahrhundert. Vandenhoeck & Ruprecht, Göttingen 2006, ISBN 3-525-36291-9.